# Bogliasco
Bogliasco (ligurisch Bugasku oder Boggiasco) ist eine italienische Gemeinde in der Metropolitanstadt Genua mit 4342 Einwohnern (Stand 31. Dezember 2023).

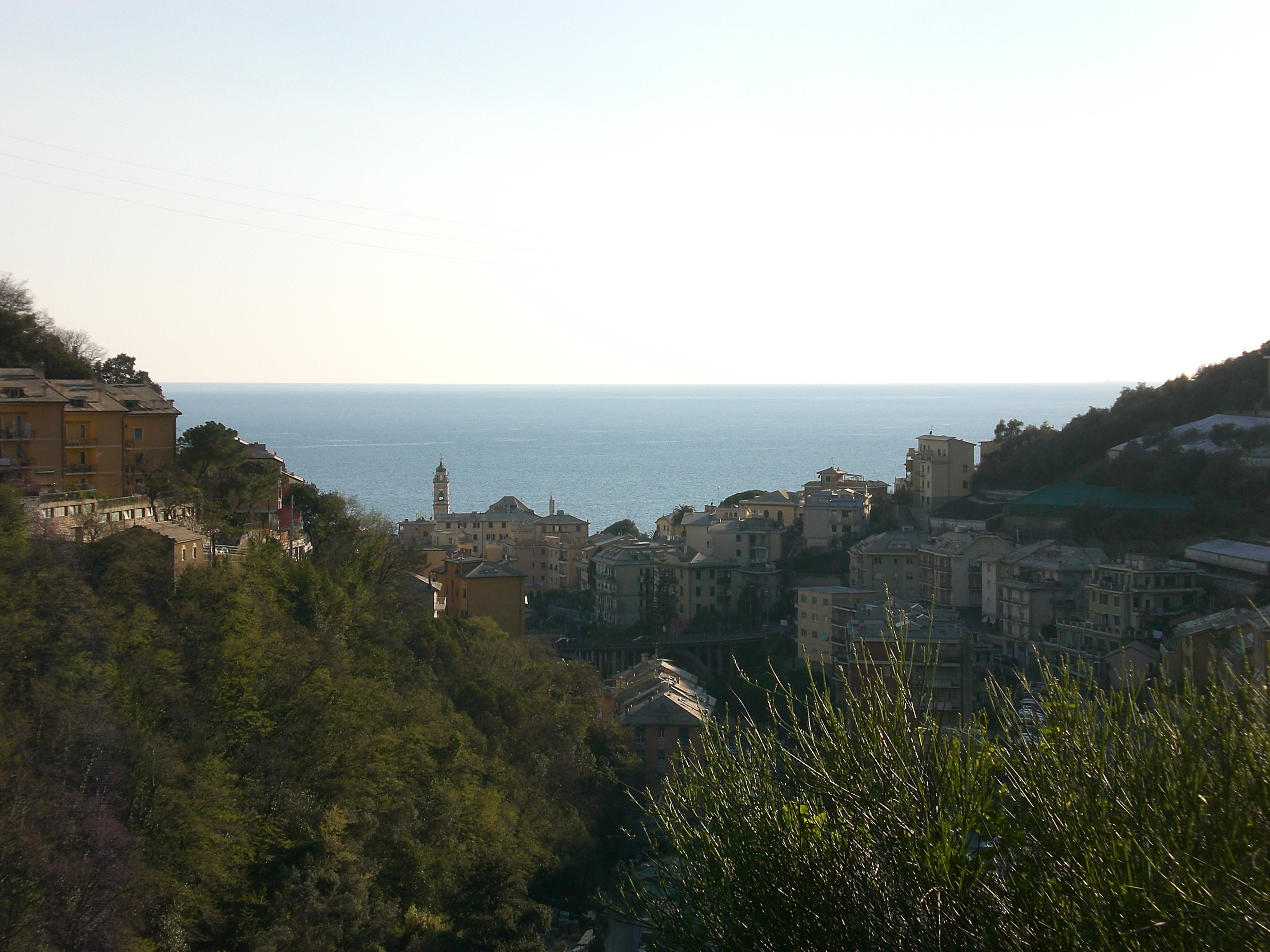
Blick auf Bogliasco und das Ligurische Meer

## Geographie
Bogliasco ist die erste Gemeinde, auf die man trifft, wenn man von der ligurischen Hauptstadt Genua in östliche Richtung die Riviera di Levante durchquert. Zusammen mit den Gemeinden Camogli, Recco, Pieve Ligure und Sori bildet Bogliasco den Küstenstreifen des Golfo Paradiso. Die Kommune ist in die Ortsteile Poggio Favaro, San Bernardo und Sessarego untergliedert.
Die Küste im Abschnitt Bogliasco weist einen Wechsel von kleinen Stränden und hohen Klippen auf; die Wasserqualität gilt als gut und es besteht die Möglichkeit zu Surfen. Das Hinterland ist typisch für den Levante: Die kargen Berghänge des Ligurischen Apennins lassen wenig Raum für die charakteristischen kleinen Olivenhaine, bieten jedoch eine gute Voraussetzung für Wanderausflüge mit Aussichten.
Nach der italienischen Klassifizierung bezüglich seismischer Aktivität wurde Bogliasco der Zone 4 zugeordnet. Das bedeutet, dass in der Region praktisch keine Erdbeben auftreten.

## Kultur und Sehenswürdigkeiten

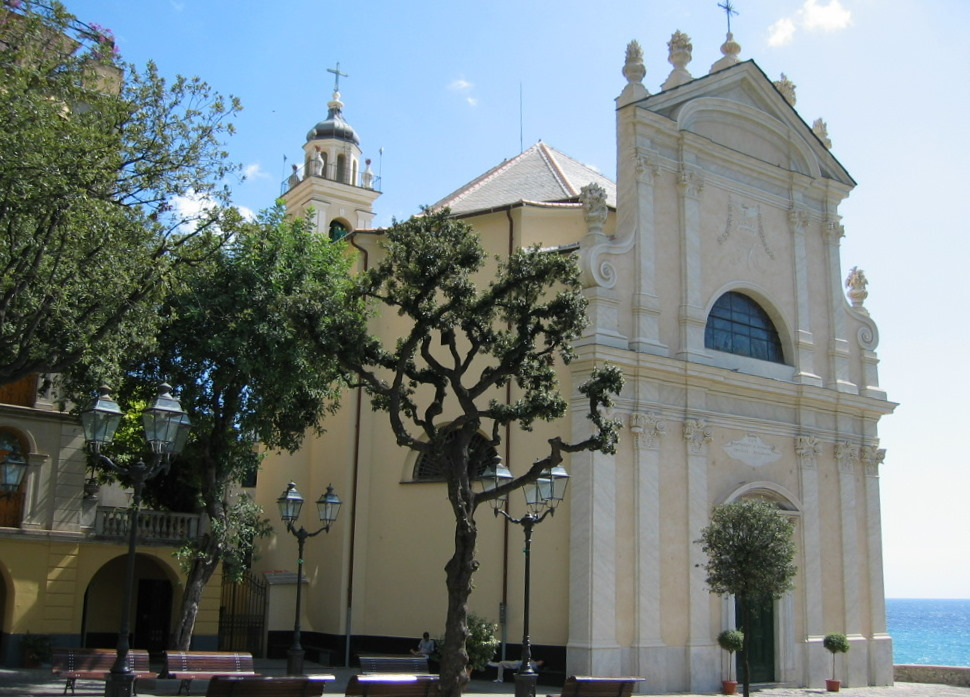
Die Chiesa della Natività di Maria Santissima

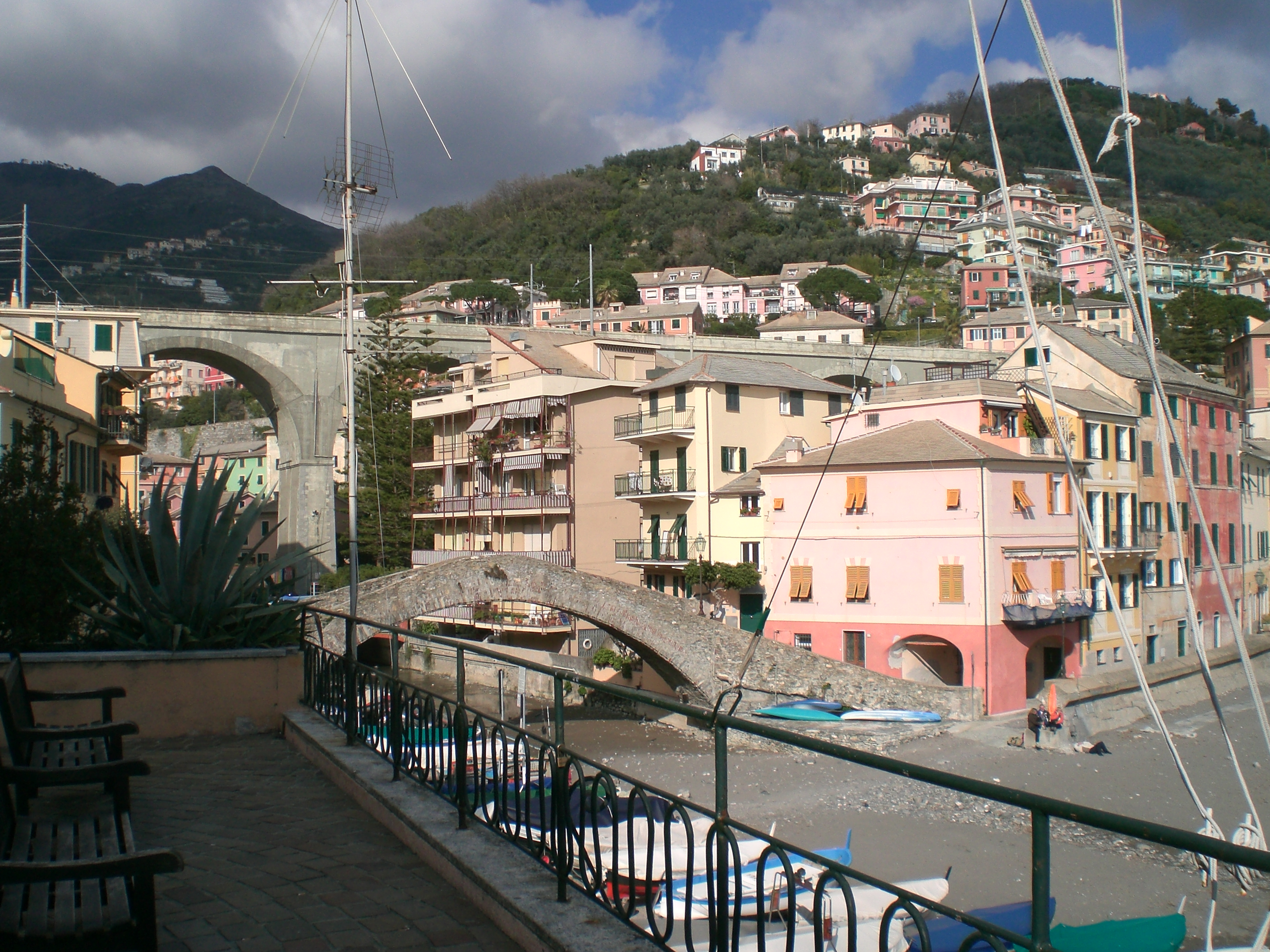
Blick auf die antike Römerbrücke am Strand von Bogliasco

### Kirchengebäude
- Chiesa della Natività di Maria Santissima, eine Kirche aus dem 12. Jahrhundert, die von 1731 bis 1737 unter Antonio Maria Ricca komplett restauriert wurde
- Chiesa della Confraternita di Santa Chiara, eine im Jahr 1403 erbaute Kirche
- Santuario di Nostra Signora delle Grazie, aus dem Jahr 1817
- Chiesa di Nostra Signora della Neve d dell'Ascensione di Gesù Cristo, eine Kirche im Ortsteil Sessarego
- Chiesa di Nostra Signora della Salute, eine Kirche im Ortsteil San Bernardo

### Natur
Zu den schönsten Plätzen der genuesischen Riviera del Levante zählt die Klippe von Pontetto (italienisch: Scogliera di Pontetto), welche sich an der Ortsgrenze zu Pieve Ligure befindet. Während der Sommermonate ist sie ein beliebtes Ausflugsziel zahlreicher Touristen und Badeurlauber. Die Klippe ist von dem Bahnhof Pontetto über einen Hohlweg (Creuza), der ans Meer herunterführt, zu erreichen.

### Regelmäßige Veranstaltungen
Jeden vierten Sonntag im Monat findet auf der Piazza XXVI Aprile ein traditioneller Antiquitätenmarkt statt. An dem auf Sankt Joseph (19. März) folgenden Sonntag wird die Friscioladda veranstaltet, ein Fest mit den kulinarischen Spezialitäten Bugie und Krapfen.
- Festa della Madonna del Carmine – 16. Juli, mit Kreuzprozessionen und Feuerwerken am Abend
- Festa di Santa Chiara – 11. August, mit Kreuzprozessionen
- Sagra delle Basanne – im Mai (in den Ortsteilen Poggio und San Bernardo)

## Infrastruktur

### Straßen
Bogliasco wird von der Staatsstraße 1 (Strada Statale), Via Aurelia, durchquert. Die nächste Anbindung zur Autobahn A12 befindet sich bei Nervi. Alternativ kann die Abfahrt bei Recco und anschließend die Via Aurelia über Sori und Pieve Ligure genutzt werden.

### Schienenverkehr
Bogliasco ist an das nationale Schienennetz angebunden. Der Bahnhof von Bogliasco befindet sich an der Bahnstrecke Pisa–La Spezia–Genua und wird von den Regionalzügen des Teilabschnitts Genua – La Spezia bedient.

## Wirtschaft
Die Wirtschaft Bogliascos konzentriert sich auf den Tourismus mit dem Schwerpunkt Badeurlaub.